# Manger (film)
 (mai 2022).
Si vous disposez d'ouvrages ou d'articles de référence ou si vous connaissez des sites web de qualité traitant du thème abordé ici, merci de compléter l'article en donnant les références utiles à sa vérifiabilité et en les liant à la section « Notes et références ».
Manger est un film québécois documentaire de court-métrage coréalisé par Louis Portugais et Gilles Carle, sorti en 1961. 

## Synopsis
Quand, où et comment mangent les habitants du continent nord-américain en ce début des années 1960.

## Fiche technique
- Titre original : Manger
- Titre provisoire : One Spaghetti Meat Sauce
- Réalisation  : Louis Portugais, Gilles Carle
- Scénario : Louis Portugais, Arthur Lamothe
- Recherches et commentaire : Arthur Lamothe
- Musique : Eldon Rathburn (en)
- Photographie : Guy Borremans, Gilles Gascon
- Son : Claude Pelletier, Werner Nold
- Mixage: Ron Alexander, Roger Lamoureux
- Montage son : Bernard Bordeleau
- Montage image: Werner Nold
- Régie : Léo Ewaschuk
- Production : Fernand Dansereau, Victor Jobin
- Société de production et de distribution : ONF
- Pays de production :  Canada (Québec)
- Format : noir et blanc ; 35 mm (positif et négatif), son mono
- Langue d'origine : français
- Genre : documentaire
- Durée : 27 minutes 46 secondes

## Autour du film
Film tourné à Montréal, notamment dans Burnside Street et au restaurant Dunn's.